# Buddhizmus Közép-Amerikában
A buddhizmus Közép-Amerikában kisebbségi vallásnak számít. A hivatalos statisztikai adatok hiánya (az egyetlen megbízható forrás a 2010-es Belize-i népszámlálás, amely 757 buddhistáról számol be), illetve a különböző forrásokból származó becslések közötti nagy eltérések miatt nehezen állapítható meg pontosan a régióban élő buddhisták száma. A legoptimistább becslések szerint a Belize, Costa Rica, Salvador, Guatemala, Honduras, Nicaragua és Panama által határolt területen alig több mint 200 000 buddhista élhet. Ez kevesebb mint a lakosság 5%-a. A régióban található buddhista szervezetek száma a fent említett országokban összesen 52 volt 2015-ben. Mexikóban a buddhisták száma teljes lakosság kevesebb mint 1%-a, amely hozzávetőleg 100 000 főt jelent.
A buddhista iskolák közül a legnagyobb számban a mahájána irányzat a legjelentősebb, és a jelentős kínai jelenlét ellenére csupán négy iskola tartozik a kínai buddhizmus valamelyik iskolájához – például a modern Fo Kuang San. A mahájána csoport legnagyobb számú képviselői a japán buddhista iskolák, például a nicsiren, a Szóka Gakkai és a zen. Jelentős számban vannak jelen a tibeti buddhizmus iskolái, főleg a kagyüpa és a gelugpa. Az egész régióban csupán két szervezet tartozik a théraváda irányzathoz. A Costa Rica-i théraváda buddhista közösséget Srí Lanka-i szerzetesek alapították. Itt tíznapos elvonulásokat szoktak tartani és vipasszaná meditációt oktatnak. 
A buddhizmusról a karib térségben rendkívül hiányosak az információk. A zömében keresztény lakosságú térségben a buddhistákat csupán az ázsiai bevándorlók jelentik.

## Országok szerint
| Nemzeti lobogó | Ország     | Népesség (2007) | Buddhisták aránya %-ban | Buddhisták összesen |
| -------------- | ---------- | --------------- | ----------------------- | ------------------- |
|                | Belize     | 294 385         | 0,35%                   | 1030                |
|                | Costa Rica | 4 133 884       | 2,34%                   | 96 733              |
|                | Salvador   | 7,076,598       | 0,1%                    | 7,076               |
|                | Guatemala  | 12 728 111      | 0,1%                    | 12 728              |
|                | Honduras   | 7 483 763       | 0,1%                    | 7484                |
|                | Mexikó     | 120 286 633     | kevesebb mint 0,1%      | kb. 100 000         |
|                | Nicaragua  | 5 675 356       | 0,1%                    | 5675                |
|                | Panama     | 3 242 173       | 2,1%                    | 66 086              |
| Összesen       | Összesen   | 160 920 903     | kb. 0,4%                | 298 812             |